# Yangykala-Schlucht
Koordinaten: 40° 27′ 6″ N, 54° 42′ 8″ O
Die Yangykala-Schlucht ist eine Schlucht in Turkmenistan.

## Lage
Die Schlucht liegt circa 160 Kilometer nördlich von Balkanabat und 160 km östlich der Stadt Turkmenbashi, die am Kaspischen Meer gelegen ist. Die Region ist von der Wüste Karakum geprägt und weist ein sehr arides Klima auf. In der Umgebung der Yangykala-Schlucht gibt es weitere, weniger bekannte Schluchten, wie beispielsweise die Yangisuw-Schlucht. Mit dem Gözli-Ata-Mausoleum liegt einer der wichtigsten Wallfahrtsorte Turkmenistans im Südwesten der Schlucht.

## Eigenschaften
Vor 5,5 Millionen Jahren wurde der Kalkstein vom Fluss Amu Darya ausgehöhlt, sodass eine tiefe Schlucht, die Yangykala-Schlucht entstand. Das Wasser hinterließ bizarre Felsformationen. Die farbenreichen Kalksteinablagerungen in der Schlucht haben der Schlucht den Spitznamen Grand Canyon Asien verliehen, in Anlehnung an den Grand Canyon in den USA.

## Tourismus
Die Schlucht gilt als eine der beeindruckendsten Attraktionen Turkmenistans. Auf Grund der schwierigen Erreichbarkeit bleiben größere Touristenströme bislang aber aus. Um die Yangykala-Schlucht zu besuchen, ist eine vierstündige Autofahrt von Balkanabat aus nötig.